# 白溪 (浙江省)

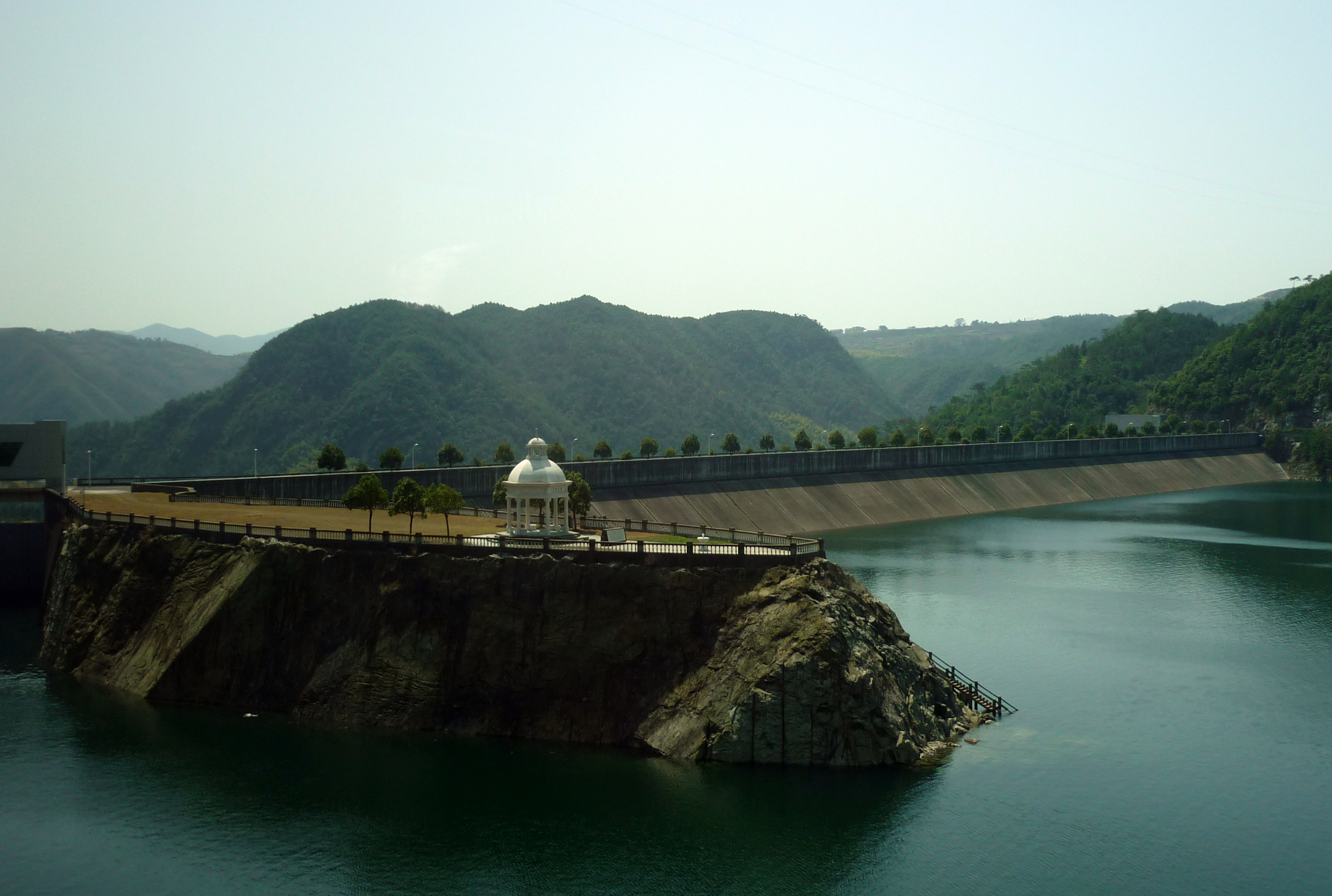
白溪水库大坝

白溪，位于中华人民共和国浙江省东部的一条独流入海的河流，发源于新昌县东南小将镇岭脚村中央厂以北的牛平岗，蜿蜒向东南，流经天台县石梁镇培新村，过老鹰岩水库后逐渐转东南流，注入宁海县白溪水库，出库后东南流至宁海县岔路镇白溪村转东北流，流经岔路镇、前童镇、越溪乡等地后注入三门湾力洋港。河长66.6千米，流域面积622平方千米，河道平均比降12.8‰。白溪流域地处宁波市最大的暴雨中心地区，水患严重。